# Flaugnarde
Une flaugnarde ou flognarde ou flagnarde ou flougnarde est une pâtisserie traditionnelle originaire du Limousin, et du Périgord. Variante des flan et clafoutis, généralement aux pommes, poires ou prunes.

## Étymologie
Le nom est dérivé des mots occitans fleunhe  et flaunhard, traduisible à la fois par « mou, doux » ou « duvet ». Ce dessert fait également partie de la cuisine auvergnate, de la cuisine occitane, ou encore de la cuisine bourguignonne avec sa variante flamusse bourguignonne.

## Recette
Dans un appareil d'œufs battus avec de la farine (de blé et autrefois de maïs), du sucre et du lait, on ajoute des pommes reinettes coupées en morceaux ou des prunes dénoyautées. La flaugnarde est mise à cuire dans un plat allant au four, en verre ou en terre cuite, généreusement beurré. En Périgord, on ne met pas de crème fraîche.

Quelques exemples
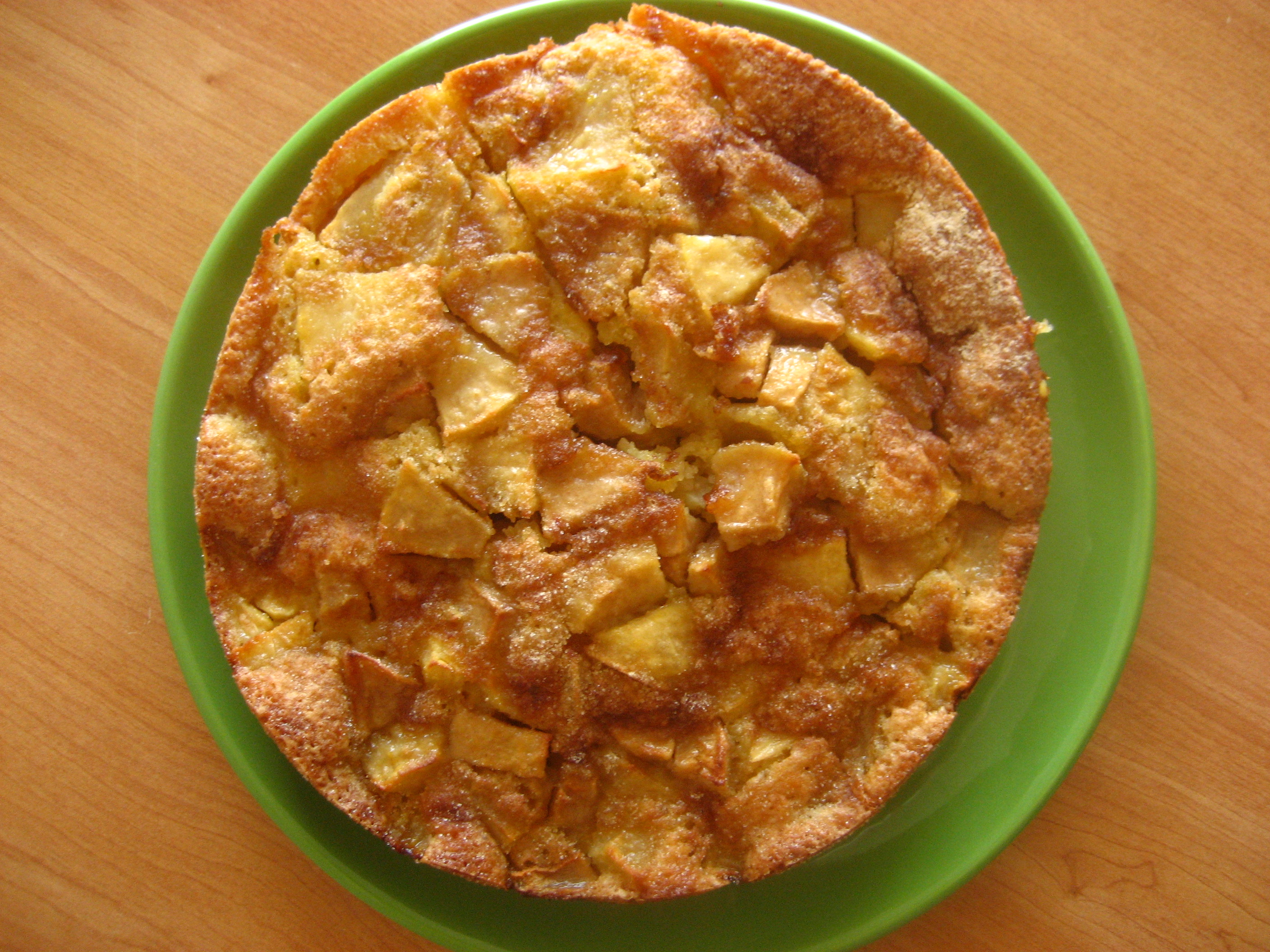
Dans un moule à tarte.
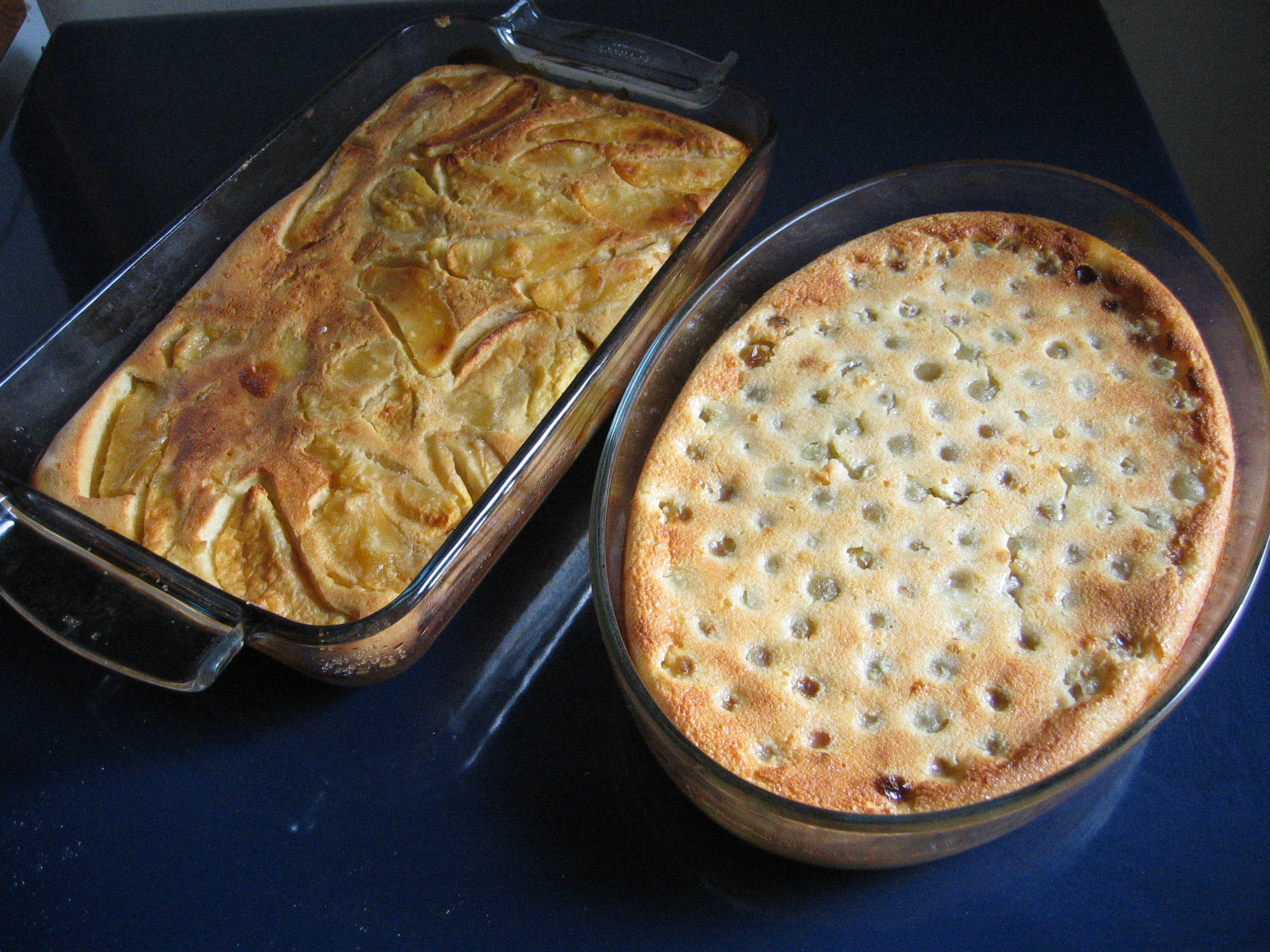
Flaugnarde et clafoutis.
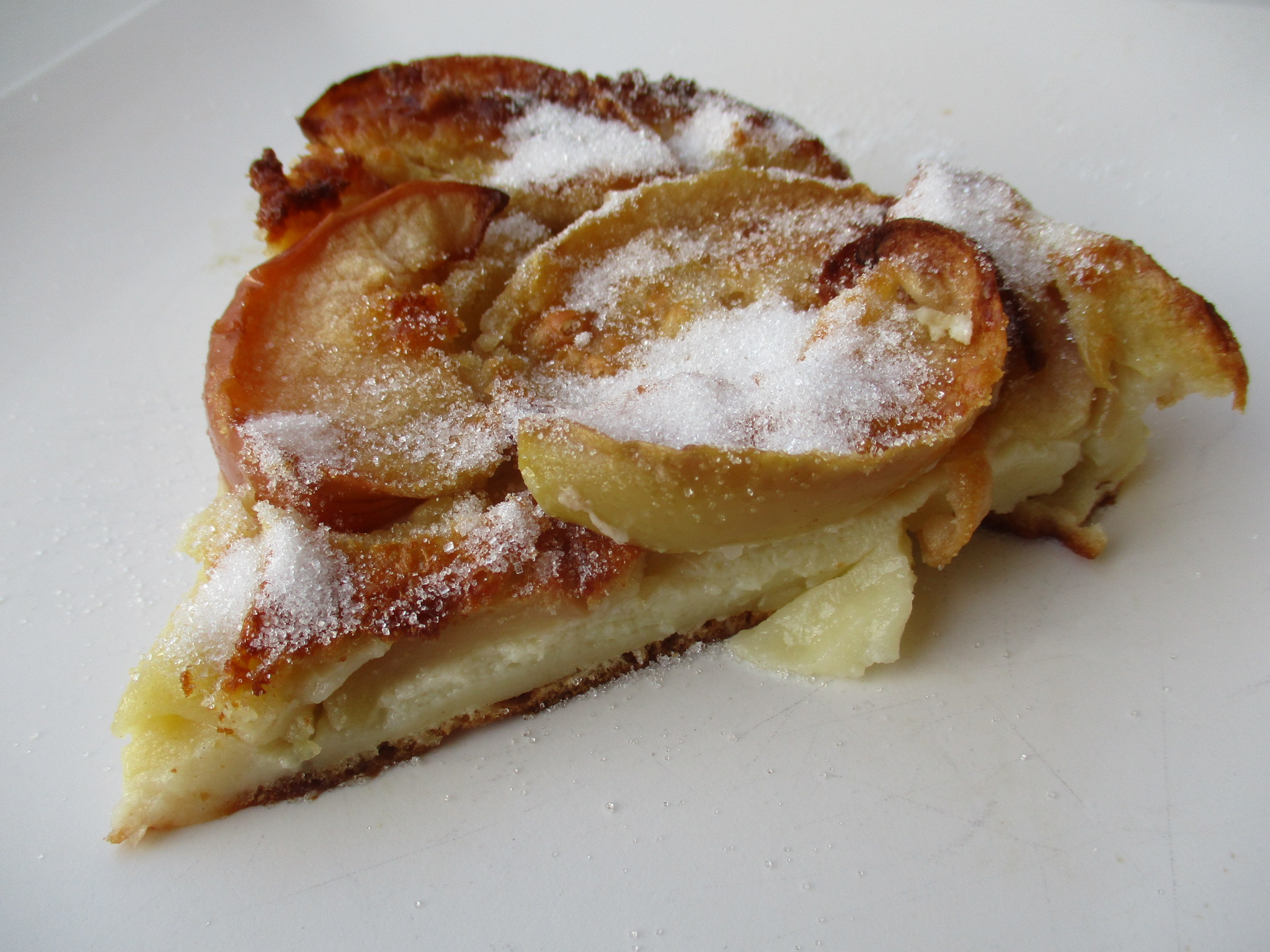
Flamusse bourguignonne (variante)

## Dans la littérature
- 1958 : Mémoires d'une jeune fille rangée, autobiographie de Simone de Beauvoir « Il aimait les nourritures robustes : perdrix aux choux, vol-au-vent de poulet, canard aux olives, râble de lièvre, pâtés, tartes, tourtes, frangipanes, flognardes, clafoutis. »[4].
- 1997 : L' Amour des trois sœurs Piale, de Richard Millet, "Ce n'était, ce matin là, ni le facteur, ni Chadiéras, ni un gamin de Siom qui aurait deviné que toute rigueur a sa contrepartie solaire et viendrait échanger là un peu de temps contre un bonbon acidulé, du sirop de grenadine ou un morceau de floniarde."

## Au cinéma
- 2008 : Le flan était presque parfait, court-métrage de Cécile Déroudille. Documentaire sur la transmission des recettes de cuisine, au cours duquel la réalisatrice interroge des membres de sa famille et d'autres familles, en particulier sur les recettes suivantes : la flaugnarde, la polka, la dafina et la paella[5].